# Los Visitantes
Los Visitantes est un groupe argentin de rock, originaire de Buenos Aires. Il est formé par Roberto « Palo » Pandolfo, après la séparation du groupe Don Cornelio y La Zona en 1989. Contrairement à son ancien groupe, Pandolfo adopte un nouveau style musical avec son nouveau groupe incluant rock, pop, folklore et candombe.

## Histoire

### Débuts
Los Visitantes intègrent à leurs débuts Roberto Andrés Palo Pandolfo (voix et guitare), Jorge Albornoz (batterie, percussions et chœurs), Federico Gahzarossián (basse et chorales), Karina Cohen (chœurs) et Daniel Delhom (claviers et machines). Après plusieurs spectacles dans des pubs et discothèques de Buenos Aires, ils sont élus révélation au magazine Clarín Sí en 1992. Cette petite victoire mène à l'enregistrement d'un premier album. Musicalement parlant, le groupe mêle du rock à des éléments de musiques tribales et folkloriques.
Salud universal, leur premier album studio, est popularisé par la chanson Playas oscuras. Playas oscuras est un succès pop qui incorpore des éléments de rockabilly, dans lequel Pandolfo développe son propre style. L'impact engendré par ce single les amène à participer à la tournée El Nuevo Rock Argentino, à Córdoba et au Grand Buenos Aires. 

### DeEspiritangoàMaderita
Leur deuxième album studio, Espiritango, est produit par Andrés Calamaro, et publié en 1994. Il est élu meilleur album de l'année dans un sondage effectué par Yes. L'album est plus complet dans sa créativité musicale, et est considéré comme le meilleur album de rock national des années 1990. Du repos à la débauche, des ballades au heavy metal et de l'amour à la mort, les vingt morceaux forment un cadre musical complexe. L'album est officiellement présenté au Teatro Astros en août 1995.
L'album qui suit, En caliente, est enregistré en live en 1995. Il comprend des chansons inédites telles que Paloma et le morceau de tango Sur, accompagné par le bandonéoniste Ernesto Baffa. À la fin de septembre de la même année, ils jouent à l'Estadio Obras Sanitarias avec des groupes comme La Portuaria et Los Brujos.
En 1996, le groupe signe un contrat avec le label international MCA Records. Maderita est le premier album du groupe au label. Le groupe réussit à étendre sa popularité hors de l'Argentine. Estare et Tapa de los Sesos sont des hits dans leur version initiale qui nécessitent des percussions improvisées. L'album comprend aussi d'autres hits comme Bip bap um dera et Arte Milenario.

### Desequilibrioet séparation
En 1998, avec Michel Peyronel (ancien membre des Riff) à la production, ils enregistrent Desequilibrio, leur dernier album studio. L'album comprend des éléments de candombe et de ska.
En 1999 sort Herido de distancia, une anthologie composée des meilleurs morceaux du groupe. Le groupe se sépare la même année, Pandolfo commence sa carrière en solo,.

## Membres
- Daniel Gorostegui - claviers
- Federico Gahzarossian - basse, chœurs
- Horacio Duboscq - saxophone, clarinette
- Karina Cohen - chœurs, percussions
- Marcelo Belén - batterie
- Marcelo Montolivo - guitare
- Palo Pandolfo - guitare, chant
- Jorge Albornoz - batterie

## Discographie
- 1993 : Salud universal (DBN)
- 1994 : Espiritango (DBN)
- 1995 : En caliente (DBN)
- 1996 : Maderita (MCA)
- 1998 : Desequilibrio (MCA)
- 2000 : Herido de distancia (Universal)